# Бэтмен против Двуликого
Бэтмен против Двуликого (англ. Batman vs. Two-Face) — комедийный мультипликационный фильм, выпущенный сразу на видео и основанный на комиксах о супергероях DC Comics и сериале «Бэтмен». Премьера фильма состоялась 8 октября 2017 года на фестивале «New York Comic Con». Фильм посвящён памяти Адама Уэста, скончавшегося от лейкемии незадолго перед выходом фильма. В фильме есть дань уважения покойному Уэсту после финальных титров («В любящей памяти Адама Уэста (1928–2017). Отдыхай, Яркий рыцарь»).

## Сюжет
После свидания с отбывающей наказание Женщиной-кошкой Бэтмен вместе с Робином прибывает в секретную лабораторию, где знакомится с прокурором Харви Дентом, учёным Хьюго Стрейнджем и его помощницей доктором Харлин Квинзель, которые обещают навсегда искоренить преступность с помощью экстрактора зла. Тестировать прибор добровольно согласились Джокер, Пингвин, Загадочник, Яйцеголовый и Мистер Фриз.
Во время изъятия зла в специальный сосуд, доктор Стрейндж понимает, что Джокер сотоварищи намеренно пытаются перегрузить его содержимое, и просит свою помощницу остановить эксперимент. Несмотря на это сосуд лопается и содержимое выплёскивается на Харви Дента, изуродовав левую сторону его лица. Впитав зло, прокурор объявляет себя Двуликим и пускается во все тяжкие.
Бэтмен и Робин срывают планы Двуликого и помещают его в больницу, где Харви Денту возвращают здравомыслие и внешность, а также возможность вернуться на прежнюю работу в качестве помощника окружного прокурора.
Спустя полгода король Тат и его приспешники угоняют биплан. Комиссар Гордон и шеф О'Хара вызывают Бэтмена и Робина. Король Тат нападает на двухэтажный автобус, на котором присутствуют Альфред Пенниуорт и тётушка Хариетт. Бэтмен и Робин спешат на помощь, но король Тат с помощью ядовитых змей отравляет героев и те теряют сознание.
Очнувшись в египетских урнах, Бэтмен и Робин вырываются из ловушки и расправляются с подручными Тата. Получив удар кирпичом по голове, личность короля сменяется на профессора Уильяма Макэлроя. Уходя с героями он оставляет сумку с награбленным, которую забирают двое близнецов.
Харви Дент добивается, чтобы профессора Макэлроя осудили. В гостях у Брюса Уэйна помощник прокурора рассказывает о проведении благотворительного аукциона для обделённых вниманием близнецов. Уэйн получает звонок комиссара Гордона, который сообщает о доставленной коробке на имя Бэтмена. Прибыв в полицейский участок, герои обнаруживают в посылке атлас мира с изъеденными страницами. Робин предполагает, что это — проделки Книжного червя, и герои направляются в библиотеку Готэм-Сити. Пока Бэтмен и Робин сражаются с подручными Червя, пропадают три бесценные книги, рассказывающие о раздвоении личности.
Герои понимают, что за всеми преступлениями стоит Двуликий. Они находят злодея на заброшенном заводе и терпят поражение в схватке с близнецами. Бросив монетку, Двуликий сохраняет жизнь героям и покидает завод. Бэтмен полагает, что Харви Дент нажил много врагов и кто-то «подставил» его. Двуликий похищает доктора Стрейнджа.
Используя свою власть над кошками, Селина Кайл отравляет адвоката Люсиль Диамонд и сбегает, поменяв их одежду и причёску.
Несогласный с мнением Бэтмена, Робин следит за Харви Дентом и попадает в засаду. Стрейндж мутирует Грейсона, обезображивая левую сторону его лица. Бэтмен побеждает двуликого Робина и возвращает ему прежнее состояние в Бэт-пещере. Там же они понимают, что Двуликого можно найти в казино, где Харви Дент устраивает благотворительный аукцион. Пытаясь уйти от гигантского бильярдного шара, Бэтмен использует взрывчатку и герои теряют сознание, поражённые ударной волной.
Двуликий приглашает Джокера, Пингвина, Загадочника, Женщину-кошку и других злодеев принять участие в аукционе, где победитель сможет узнать истинную личность Бэтмена, привязанного вместе с Робином к огромному серебряному доллару. Харви Дент показывает, что операция не смогла исправить личность Двуликого, и узнаёт, что под маской Бэтмена скрывается Брюс Уэйн.
Используя оборудование Стрейнджа, Двуликий перекачивает злую сущность покупателей в биплан, чтобы распылить вещество над Готэмом и сделать всех жителей двуликими. В разгар аукциона врывается Женщина-кошка и помогает Бэтмену и Робину справиться со злодеями. Бэтмен настигает Двуликого и помогает сущности Харви Дента навсегда вытеснить злое Я.
Используя антидот, герои излечивают жителей города. На аукционе холостяков Женщина-кошка покупает Бэтмена.

## Роли озвучивали
- Брюс Уэйн/Бэтмен — Адам Уэст
- Дик Грейсон/Робин — Берт Уорд
- Харви Дент/Двуликий — Уильям Шетнер
- Селина Кайл/Женщина-кошка — Джули Ньюмар
- Джокер, Десмонд Дюма, Книжный червь  — Джефф Бергман
- Харлин Квинзель/Харли Квин  — Сирена Ирвин[англ.]
- Пингвин — Уильям Салиерс[англ.]
- Загадочник, Уильям Макэлрой/король Тат — Уолли Вингерт[англ.]
- Хьюго Стрейндж, комиссар Гордон — Джим Уорд
- Альфред Пенниуорт — Стивен Уэбер
- шеф О'Хара — Томас Леннон
- тётя Харриет — Линн Мари Стюарт[англ.]*
- Люсиль Диамонд — Ли Меривезер